# Provence (wijnstreek)

De kwaliteitswijngebieden van de Provence.

De wijnstreek Provence ligt in het zuidoosten van Frankrijk, het zuidelijke deel van de Provence, de Provence-Alpes-Côte d'Azur.
In het noordelijke deel van de Provence is geen wijnbouw vanwege de hoge ligging van gemiddeld 800 meter. Temperaturen kunnen daar ‘s winters ver onder het vriespunt komen. Ook de bodemgesteldheid is daar niet zo geschikt.
De Romeinen noemden het gebied Provincia Nostra – in het Nederlands “onze provincie” – waardoor het zijn naam kreeg. Het was daarmee overigens ook de eerste Romeinse provincie buiten Italië.
De regio is vooral bekend om haar roséwijnen met doorgaans wat bleke kleur, hoewel er ook Provençaalse witte en pittige rode wijnen vandaan komen. Het oppervlak aan wijngaarden is ruim 200 km² met een volume van 1.000.000 hectoliter wijn per jaar. Daarvan is ongeveer 60% rosé, 30% rood en 10% wit.

## Geschiedenis

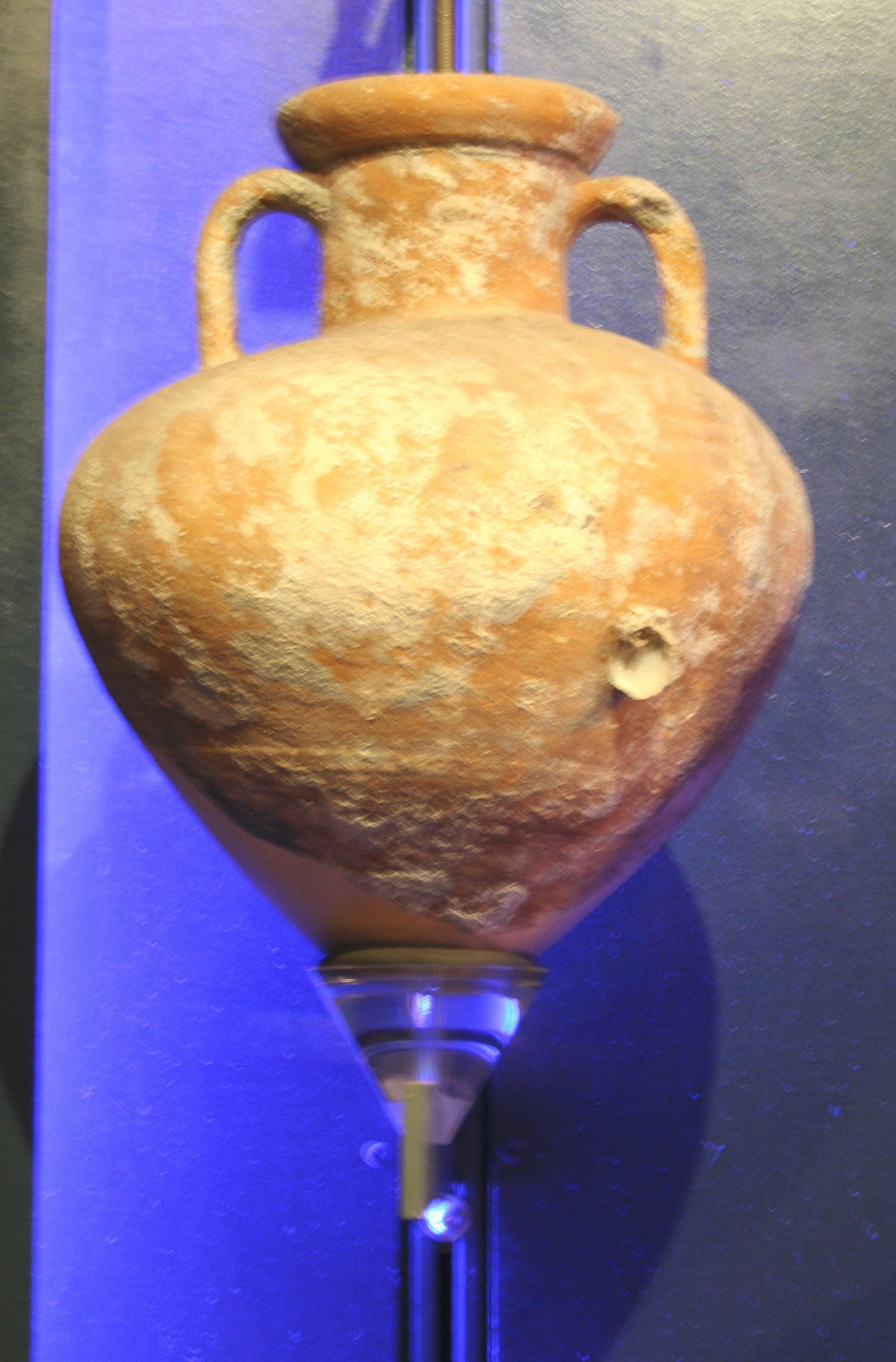
Een amfora uit de oudheid.

Al zeker 2600 jaar wordt in een brede strook langs de Middellandse Zeekust wijn gemaakt. De oude Grieken stichtten 600 BCE de stad Marseille. Gedurende de geschiedenis van de regio is de wijnbouw beïnvloed door verschillende culturen. Na de Grieken kwamen de Romeinen, Galliërs, Catalanen en Allobroges. Deze brachten een grote verscheidenheid aan druiven mee van zowel Griekse, Romeinse, Spaanse als Italiaanse oorsprong.
Wanneer de wijnbouw in de Provence exact aanving is moeilijk te berekenen. Mogelijk hebben vroege bewoners van de streek inheemse wijnstokken gebruikt om wijn te maken voor de Phocaeanen. Dit nog voor dat de Grieken er Marseille stichtten. Archeologische bewijzen zijn er gevonden in de vorm van fragmenten van amfora’s. Tegen de tijd dat de Romeinen in het gebied kwamen - 125 jaar BCE - had de daar geproduceerde wijn al een goede reputatie in het Middellandse Zeegebied. Na verloop van tijd is de wijnbouw met zijn vinificatie-methoden beïnvloed door een breed scala van volkeren, heersers en culturen waaronder de Saracenen, Karolingen, het Heilige Roomse Rijk, de Graven van Toulouse, de Catalanen, René I van Anjou, het Huis Savoye en het Koninkrijk Sardinië.
Aan het eind van de 19e eeuw bereikte de druifluis ook de Provence, waarmee de wijnbouw aldaar werd verwoest. De herbeplanting kwam langzaam op gang. Velen wendden zich tot de Carignan-druivenstok die weliswaar een hoge opbrengst heeft, maar van mindere kwaliteit.
Met de komst van het spoorwegnet openden er nieuwe markten zoals Parijs in het noorden. In de 20e eeuw ontwikkelde ook het toerisme langs de Côte d'Azur waardoor de afzetmarkt zich nog meer verruimde. De wijn bleek samen met de regionale keuken een bijzonder goede combinatie.

## Klimaat
Het zuiden van de Provence heeft een mediterraan klimaat. Milde winters worden opgevolgd door zeer warme zomers met weinig neerslag. Met het aantal zonne-uren per jaar dat kan oplopen tot 3000, is dat het dubbele dat nodig is voor enige wijnbouw. Zoals meestal het geval is worden wijngaarden op het zuiden gerichte hellingen aangelegd. Druivensoorten die beter gedijen bij wat minder dan deze overdaad aan zonne-uren zijn daarom ook wel te vinden op het noorden gerichte hellingen.
Een sterke mistral uit het noorden kan zowel positieve als negatieve invloed hebben. Het kan de druiven in de hitte doen afkoelen en na regen snel doen drogen, waarmee rot en andere druivenziekten worden tegengegaan. Minder sterke druivenstokken kunnen echter juist beschadigd raken.

## Geografie
De grondsoort is gevarieerd en vrij scherp afgebakend. Hierdoor liggen de wijngebieden min of meer geïsoleerd van elkaar.
In Cassis zijn afzettingen van kalksteen en leisteen. In deze omgeving worden dan ook vooral witte druiven aangeplant. Andere gebieden hebben bodems met mergel, leisteen en kwarts als samenstelling, terwijl het landinwaarts meer klei en zandsteen is.

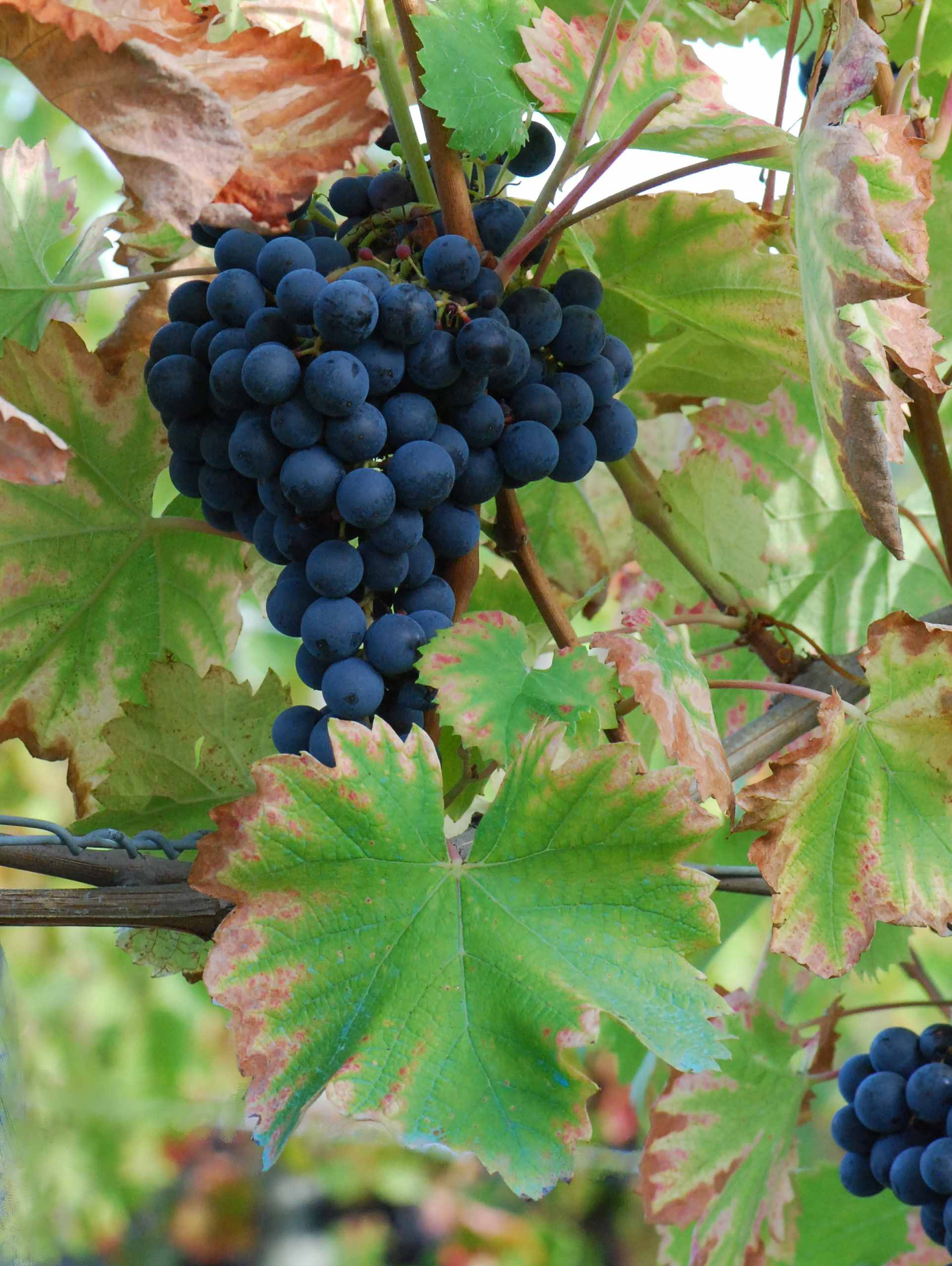
Het druivenras Mourvèdre.

## Druivenrassen
De belangrijkste druivensoort in de hele Provence is Mourvèdre voor rode en rosé-wijnen. Vaak wordt er gemengd met Grenache en Cinsault. Deze laatste vooral als component in rosé. “Modernere” druivensoorten als Cabernet Sauvignon en Syrah stijgen in populariteit al worden deze door de traditionele Provençaalse wijnmakers met enige achterdocht bekeken. Dit in het licht van globalisering en internationale smaken. De hoog renderende Carignan moet steeds vaker het veld ruimen voor modernere kwaliteitsdruiven. Traditionele druivensoorten als Braquet, Calitor, Folle en Tibouren komen daarmee in de verdrukking. Voor de witte variëteiten zijn Bourboulenc, Clairette, Grenache Blanc, Marsanne en Viognier evenals Chardonnay, Sauvignon Blanc, Sémillon, Rolle en Ugni blanc belangrijk.
Veel in de Provence geteelde druivensoorten zijn bijna uitgestorven.

## Kwaliteitswijngebieden
Er zijn in deze wijnstreek negen kwaliteitswijngebieden. De kleinsten en ook oudsten die een AOC hebben gekregen in 1936, 1941, 1941 respectievelijk 1948 zijn: 
1. Cassis – Genoemd naar het plaatsje Cassis, direct ten oosten van Marseille. 75% van de wijn is wit. De kalkstenenbodem is bijzonder geschikt voor de druivensoorten Clairette, Marsanne, Ugni blanc en Sauvignon blanc. De volle witte wijnen zouden vanwege hun lage zuurgraad en kruidige aroma’s goed combineren met zeevruchten en bouillabaisse.
2. Bandol – Ligt nog iets zuidoostelijker, ten westen van Toulon. Het is genoemd naar het vissersdorp Bandol Vooral rode wijnen op silicium- en kalksteenbodems. Belangrijkste druivensoort is Mourvèdre. Verder voornamelijk Grenache en Cinsaut. Lagering van enkele jaren wordt voor Bandol-wijn vaak aanbevolen. Tien jaar of meer is ook niet ongebruikelijk. Dit vanwege het hoge tannine- en alcoholgehalte. De witte wijnen van Bandol zijn voornamelijk samengesteld uit Clairette blanche, Bourboulenc, Ugni blanc en tegenwoordig ook Sauvignon blanc.
3. Bellet – Gelegen op de heuvels bij Nice. Rode, witte en rosé-wijnen. Italiaanse invloeden en gebruik van de druif Vermentino, waarmee de wijn Rolle zijn bekendheid geniet. Andere druivenrassen zijn onder andere Chardonnay, Clairette, Mayorquin, Muscat Blanc à Petits Grains, Pignerol, Braquet en Roussanne.
4. Palette – Nabij het plaatsje Aix-en-Provence ten noorden van Marseille. Kalkstenen bodem waarop slechts vier wijngoederen zijn gelegen. De belangrijkste druiven zijn hier Cinsaut, Grenache, Mourvèdre en Ugni blanc.

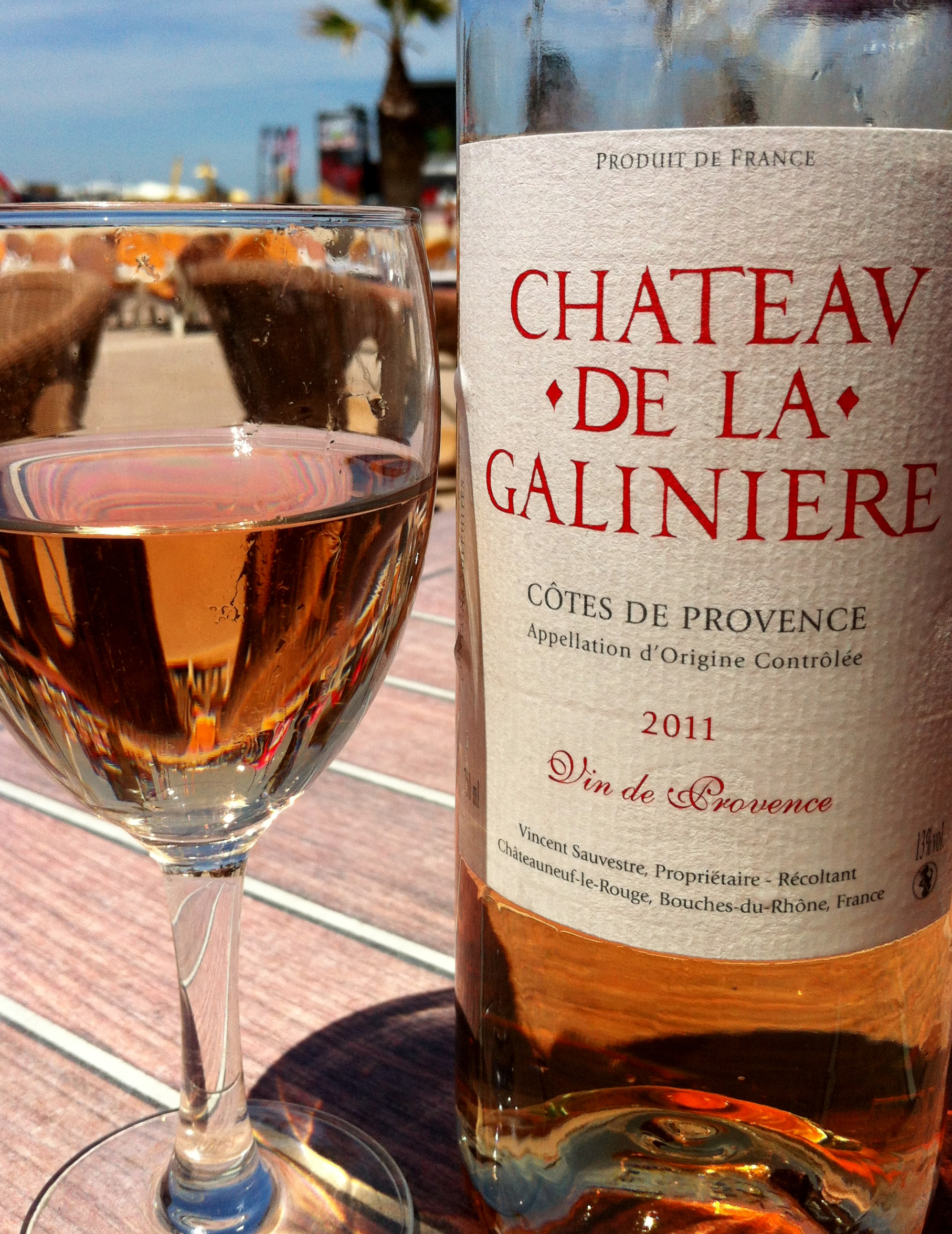
Een rosé uit de Cotes de Provence.

Sinds 1977 is het vijfde kwaliteitswijngebied erbij gekomen:
1. Côtes de Provence. De grootste – maar niet aaneengesloten – AOC van deze streek. Te vinden tussen de heuvels van Draguignan, de Middellandse Zeekust en Marseille. Van de totale Provençaalse wijnopbrengst komt 75% van deze AOC. Vooral veel rosé van Grenache- en  Carignan-druiven. Daarnaast Cinsaut, Mourvèdre en Tibouren, maar ook steeds meer Syrah en Cabernet Sauvignon. Het aandeel Carignan wordt vanwege de matige kwaliteit steeds minder toegelaten. De wijn wordt weleens in wijnflessen gebotteld die het midden houden tussen een amfora en een kegel zoals bij kegelen of bowlen gebruikt wordt.

In 1985 zijn als kwaliteitswijngebieden toegevoegd:

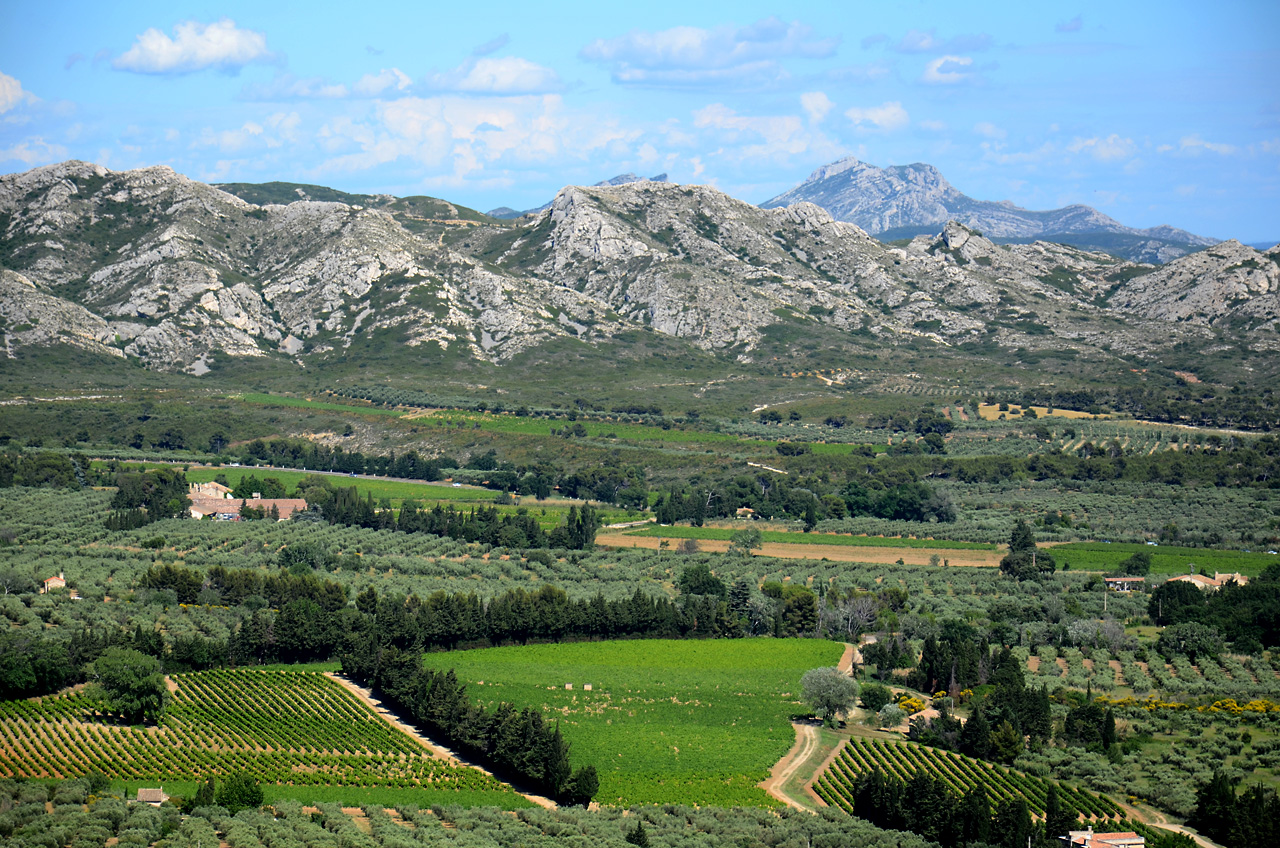
Wijngaarden in de Les Baux de Provence.

1. Coteaux d’Aix en Provence – Voorheen een gebied met VDQS-status, is het tweede in grootte AOC. Dit gebied ligt westelijk van Palette, ten noorden en westen van Marseille. Ruim de helft is rode wijn. Verder veel rosé en een paar procent witte wijn. De belangrijkste blauwe druiven zijn Grenache, Cinsaut en Mourvèdre en Cabernet Sauvignon. Belangrijkste witte zijn Bourboulenc, Clairette, Grenache blanc, Chardonnay, Sauvignon blanc en Semillon.
2. Les Baux de Provence – Dit gebied maakt onderdeel uit van de Coteaux d’Aix en Provence en is westelijk ervan gelegen – onder de stad Avignon. Het is er warmer dan in de omliggende valleien. Het wordt ook wel “Val d’Enfer” – vallei van de hel – genoemd. Ongeveer 80% is rode wijn. Het is de eerste AOC waar biodynamisch gekweekte druiven vereist zijn. Er wordt door de producenten alleen biologische wijnbouw toegepast. Chemische stoffen zouden door de sterke mistral ook te gemakkelijk worden weggewaaid.

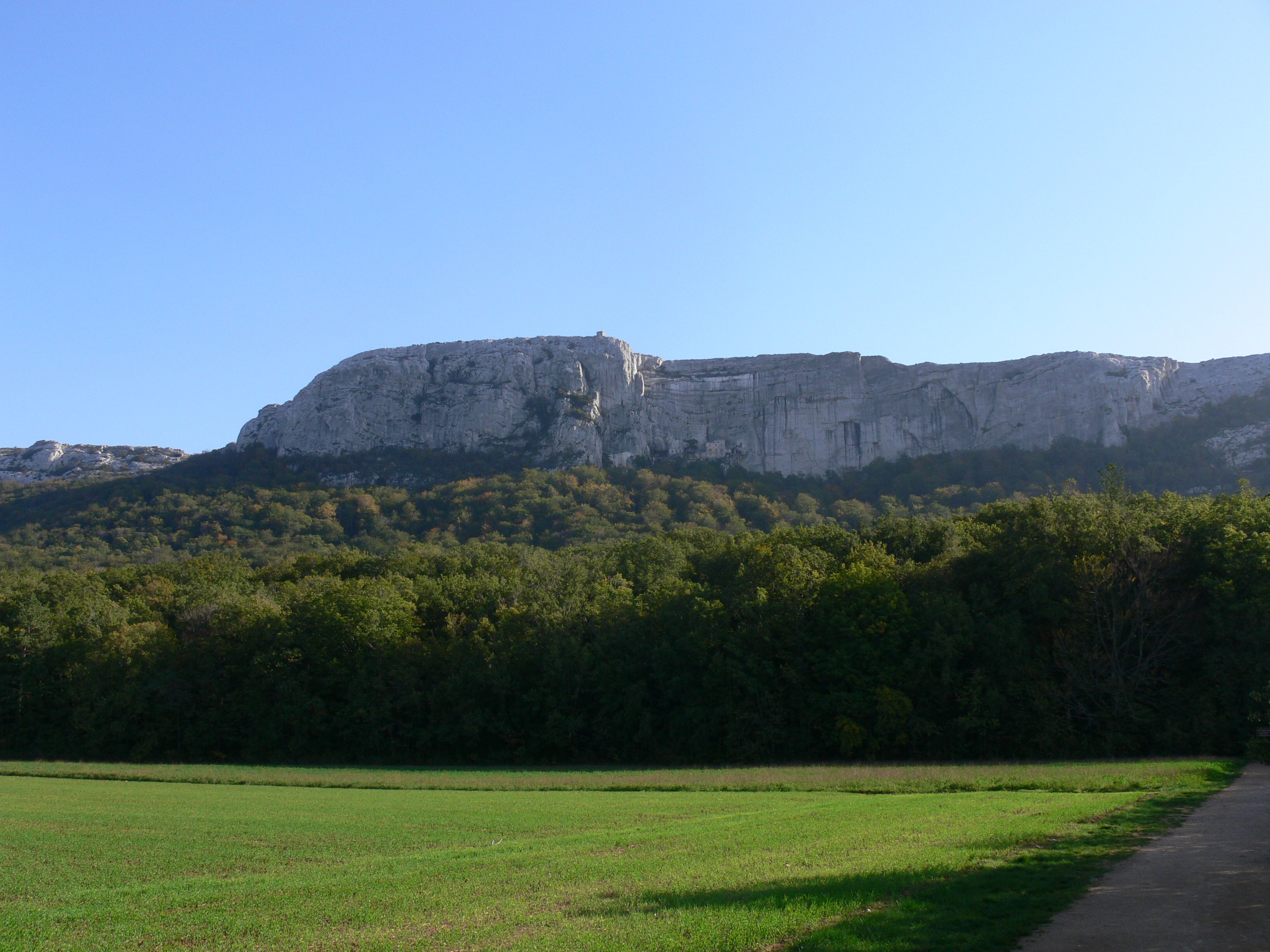
Het massief Sainte-Baume.

Vervolgens kwam er als kwaliteitswijngebied in 1992 bij:
1. Coteaux Varois – Is de centrale regio van de Provence in het hart van het departement Var, waarvan de naam is afgeleid. Het ligt tussen de Côtes de Provence en Coteaux d’Aix en Provence en wordt beschut door het massief van Sainte-Baume. Deze temperen de mediterrane invloeden zoals de omringende subregio’s kennen. Door deze verkoeling wordt er ook later dan in de rest van de streek geoogst. Vaak pas in november in plaats van september. Meer dan de helft van de productie is rosé, een derde rood en de rest witte wijn. De belangrijkste druivensoorten in deze regio zijn Grenache, Cabernet Sauvignon, Cinsaut, Mourvèdre, Syrah en Carignan.

Als laatste is er in 1998 bijgekomen,
1. Coteaux de Pierrevert – Het is geheel gelegen in het departement Alpes-de-Haute-Provence rondom de gemeente Pierrevert. Meer dan de helft van de wijn is rood en wordt voornamelijk gemaakt van de druiven Grenache en Syrah. Druivensoorten die overigens ook gebruikt worden voor de rosé. Ook in deze streek worden de wijnen gemengd met diverse andere soorten. Door sommige wijncritici zou de wijn qua karakter bij de rhônewijn ingedeeld moeten worden.

Het meer westelijk gelegen Côtes de Lubéron nabij het Luberon-gebergte wordt tot de zuidelijke Rhône-wijnstreek gerekend, maar komt qua karakter weer meer met Provençaalse wijnen overeen.

## Geclassificeerde wijnlandgoederen
De Provence heeft – net als de Bordeaux – een eigen classificatie voor wijnlandgoederen. In de Bourgogne, Champagne en Elzas bijvoorbeeld, classificeert men de wijngaarden en niet het domain of chateau. In juli 1955 werden een aantal Provençaalse wijnbedrijven aangewezen als zijnde Crus Classes gebaseerd op een evaluatie van hun geschiedenis, wijnbouw, kelderreputatie en de algehele kwaliteit van de wijngaard. Na latere herziening zijn er nu nog 18 over.
De huidige (2014) Grand Crus zijn,
| - Château Minuty in Gassin, Saint-Tropez - Château Sainte-Roseline, Les Arcs-sur-Argens - Domaine de la Clapière, Hyères - Domaine de l´Aumérade, Pierrefeu-du-Var - Clos Cibonne, Le Pradet - Domaine de Rimaurescq, Pignans - Domaine de Castel Roubine, Lorgues - Château du Galoupet, La Londe-les-Maures - Château de Saint-Martin, Taradeau - Château de Saint-Maur, Cogolin - Clos Mireille, La Londe-les-Maures - Domaine de la Source Sainte Marguerite, La Londe-les-Maures | Een deel van Domaine Ott, - Château de Selle, Taradeau Ook eigendom van Ott, - Château de Brégançon, Bormes-les-Mimosas - Domaine de Mauvanne, Salins d´Hyères - Domaine de la Croix, La Croix-Valmer - Domaine du Noyer, Bormes-les-Mimosas - Domaine du Jas d'Esclans, La Motte |

## Provençaalse wijn-spijscombinaties

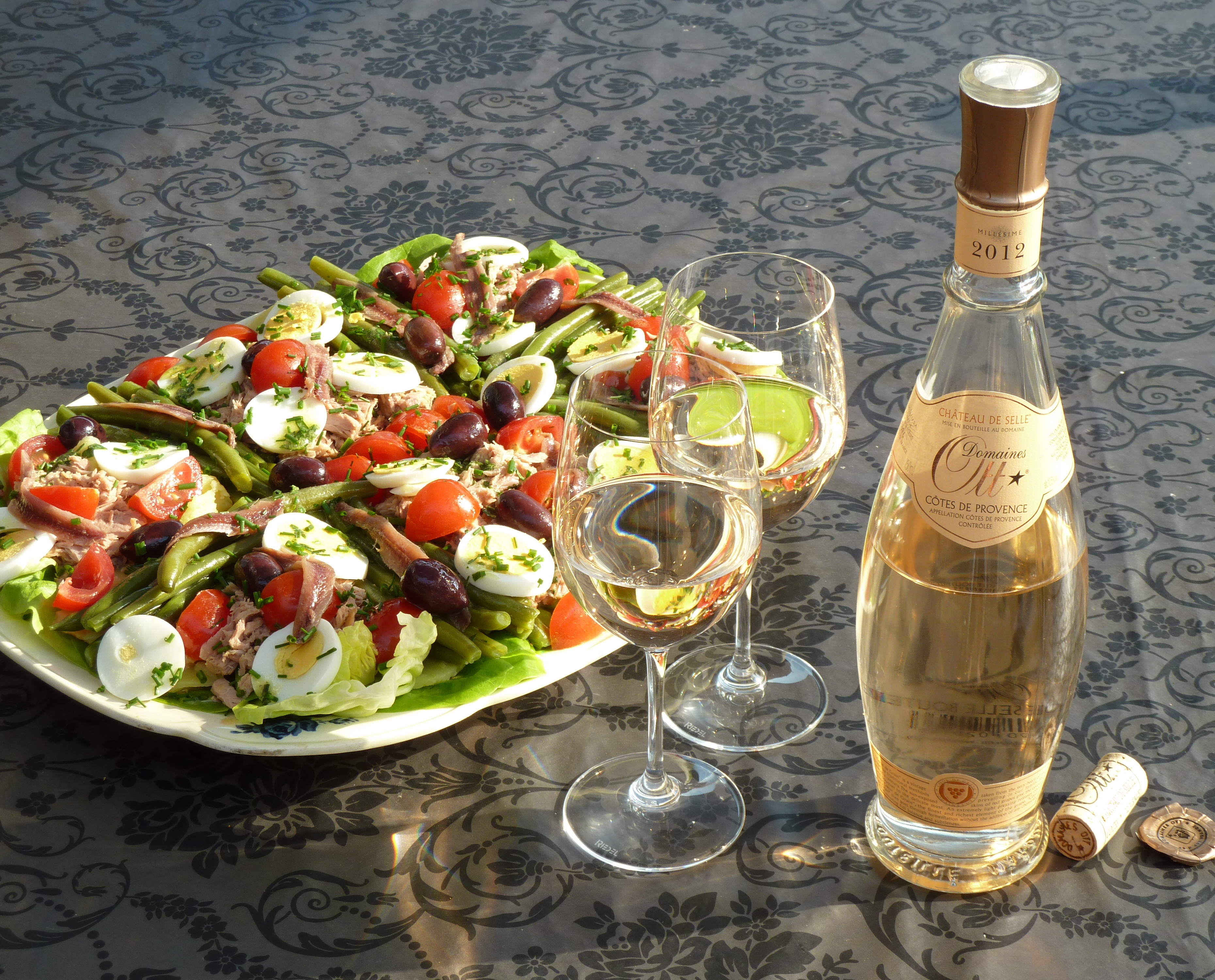
Salade niçoise met Provençaalse rosé.

Goed gemaakte Provençaalse wijnen zouden de smaken en aroma's weerspiegelen van de garrigue, het landschap van de regio met wild, lavendel, rozemarijn en tijm. De roséwijn uit deze regio is doorgaans droog met een matige zuurgraad. De rode en witte wijnen worden gekenmerkt door hun volheid en intense aroma’s. De aard en de indruk van de wijnen kan aanzienlijk veranderen, afhankelijk van wanneer ze worden geconsumeerd als een aperitief of gecombineerd met eten, met name de traditionele smaken van de Provençaalse keuken. De roséwijn in het bijzonder is bekend om zijn vermogen goed te combineren met op knoflook gebaseerde gerechten of aioli.
Ook salade niçoise met Provençaalse rosé is een klassieke combinatie.